# Гаёк (Володарский район)
Гаёк (укр. Гайок) — село, входит в Володарский район Киевской области Украины.
Население по переписи 2001 года составляло 28 человек. Почтовый индекс — 09330. Телефонный код — 4569. Код КОАТУУ — 3221687602.

## Местный совет
09330, Київська обл., Володарський р-н, с.Тадіївка, вул.Леніна,74